# Shigurui
Shigurui - Le spade della vendetta (シグルイ?, Shigurui) è un manga scritto e illustrato da Takayuki Yamaguchi, basato sul romanzo di Norio Nanjo Suruga-jou Gozen Jiai, e pubblicato in Giappone a partire dal 2003.
In Italia è stato pubblicato a partire dal maggio 2006 dalla Planet Manga, sottoetichetta della Panini Comics.

## Trama
Lo stile di spada dello spietato maestro Kogan Iwamoto è rinomato per la sua imbattibilità: tutti gli ardimentosi che ne hanno sfidato la scuola hanno difatti perso la vita o sono stati deturpati da orribili mutilazioni. Kogan è però ormai anziano, e si avvicina il giorno in cui nominerà fra i suoi discepoli colui che gli succederà e ne sposerà la figlia. Gennosuke e Seigen sono i due migliori samurai del dojo, ma null'altro li accomuna. I due sono anzi divisi da una bruciante rivalità, e l'ambizione e la bramosia condurrà alla rovina uno di loro, la cui vendetta trascinerà nel baratro l'intera scuola di Kogan.
Le spade della vendetta è uno scabroso racconto che narra il lato oscuro dei samurai, in un'era di eccessi, sadismi, rigore militare, follia e misticismo.